# フランシス・チャータリス (1723-1808)
フランシス・チャータリス（英語: Francis Charteris、出生名フランシス・ウィームズ（Francis Wemyss）、1723年10月21日 – 1808年8月24日）は、スコットランドの地主。1787年以降、第7代ウィームズ伯爵の称号を自称した。

## 生涯
第5代ウィームズ伯爵ジェームズ・ウィームズ（1756年没）と妻ジャネット（Janet、旧姓チャータリス（Charteris）、1778年3月1日没、フランシス・チャータリスの娘）の次男として、1723年10月21日に生まれた。1732年2月24日に母方の祖父が死去すると、その遺産を継承し、姓を母の旧姓チャータリスに改めた。一方、父が遺産を末弟ジェームズに残したため、チャータリスはそれを継承できなかった。1739年よりイートン・カレッジで教育を受けた。
フリーメイソンの一員として、1747年にスコットランド・グランドロッジのグランドマスターを務めた。
ウィームズ伯爵位はウィームズの紋章と姓を受け継ぐことが継承条件の1つだったが、チャータリスは1771年の議会立法によりこれを免除され、将来爵位を継承することになってもウィームズ姓を名乗らなくても済むようになった。
1787年4月29日に兄デイヴィッドが死去すると、ウィームズ伯爵の爵位継承を自称した。デイヴィッドは1745年ジャコバイト蜂起への加担により1746年に私権剥奪されており、爵位を継承できなかったが、チャータリスはデイヴィッドの子孫ではないため、その影響を受けないという主張だった。しかし、これは誤りであり、先代伯爵である父が先に死去していたため、ウィームズ伯爵位はデイヴィッドに渡って剥奪されたという扱いが正しかった。
私生活ではハディントンシャー（現イースト・ロージアン）のゴスフォード・ハウスとアミスフィールド・ハウス（Amisfield House）を改築した。
1808年8月24日にゴスフォードで死去、30日に同地の家族霊廟に埋葬された。1808年1月に息子フランシスに先立たれたため、孫フランシスが第8代ウィームズ伯爵としての爵位継承を主張した。

## 家族
1745年9月12日、キャサリン・ゴードン（Catherine Gordon、1786年1月21日没、第2代ゴードン公爵アレクサンダー・ゴードンの娘）と結婚、1男5女をもうけた。
- ヘンリエッタ（Henrietta、1747年9月5日 – ?） - 生涯未婚
- フランシス（1749年1月31日 – 1808年1月20日） - 1771年7月18日、スーザン・ケック（Susan Keck、1746年ごろ – 1835年2月25日、アンソニー・ケック（英語版）の娘）と結婚、子供あり。第6代ウィームズ伯爵フランシス・チャータリス＝ウィームズ＝ダグラスの父
- キャサリン（Catherine、1812年2月24日没）
- ジャネット - 生涯未婚
- フランシス（Frances、1848年4月1日没） - 1799年4月29日、ウィリアム・トレイル（1831年没）と結婚
- アン（1793年7月29日没）